# Lynn Woolsey
Lynn C. Woolsey, född 3 november 1937 i Seattle, Washington, är en amerikansk demokratisk politiker. Hon representerade delstaten Kaliforniens sjätte distrikt i USA:s representanthus 1993–2013.
Woolsey gick i skola i Lincoln High School i Seattle. Hon studerade 1955–1957 vid University of Washington. Hon avlade 1980 kandidatexamen vid University of San Francisco.
Kongressledamoten Barbara Boxer kandiderade i kongressvalet 1992 till USA:s senat och vann valet. Woolsey vann kongressvalet och efterträdde Boxer i januari 1993 som kongressledamot. Hon omvaldes nio gånger.